# Партизанская эскадрилья
«Партизанская эскадрилья» (сербохорв. Партизанска ескадрила) — югославская военная драма, снятая режиссёром Хайрудином «Шибой» Крвавацем в 1979 году на киностудии «Босна филм».
Премьера фильма состоялась 16 июля 1979.

## Сюжет
Действие фильма происходит во время Второй мировой войны в Югославии. 1942 год. Отважные югославские партизаны успешно противостоят немецким оккупантам. Лишь удары вражеской авиации, которая на тот момент уже полностью господствует в небе Югославии, не даёт возможности развить успехи.
Они решают создать собственную авиацию, но для этого им необходимо захватить фашистские самолеты. Под командованием майора Драгана партизаны начинают формировать собственную партизанскую эскадрилью.
В начале она состоит из 2-х стареньких бипланов. Есть мастера-пилоты, которые героически сражаются с асами люфтваффе, не обращая внимание на потери.
И уже совсем скоро югославская партизанская эскадрилья начинает наводить страх и ужас на оккупантов, лишив их возможности свободно передвигаться по захваченной территории…

## В ролях
- Беким Фехмию — майор Драган
- Бата Живоинович — Вук
- Любиша Самарджич — Жаре
- Радош Баич — Далибор
- Радко Полич — Людвиг Клауберг
- Бранко Плеша — фон Норден
- Фарук Беголли — поручик Бегович
- Бранко Джурич — Славен
- Йорданчо Чевревски — Зеко
- Злата Петкович — Елена
- Алйоша Вучкович — Борис
- Суада Авдич — Милия
- Люба Тадич — командир партизан
- Петер Карстен — немецкий генерал